# Martelaren van Lübeck

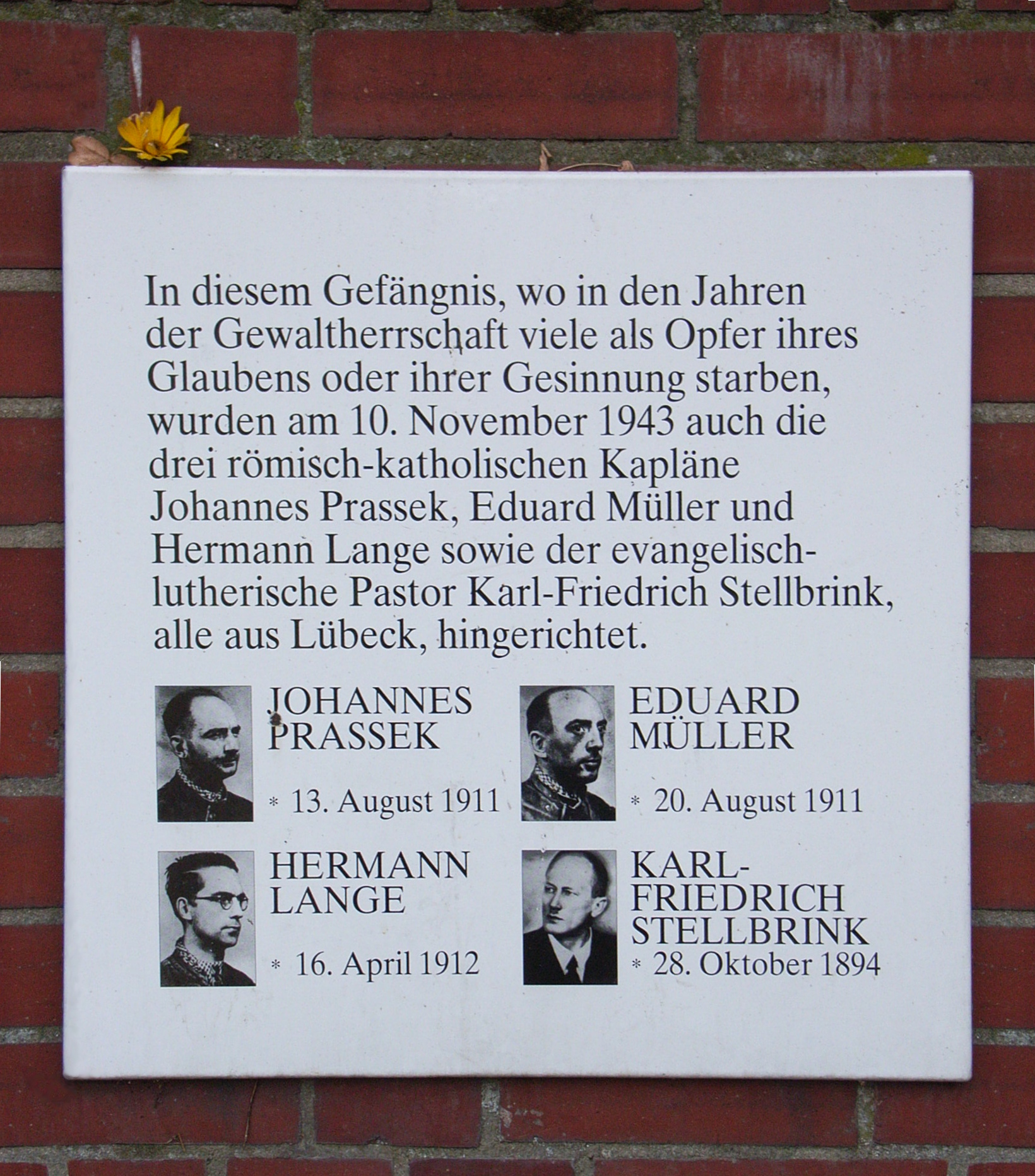
Gedenkteken aan de gevangenismuur van het Huis van Bewaring te Hamburg

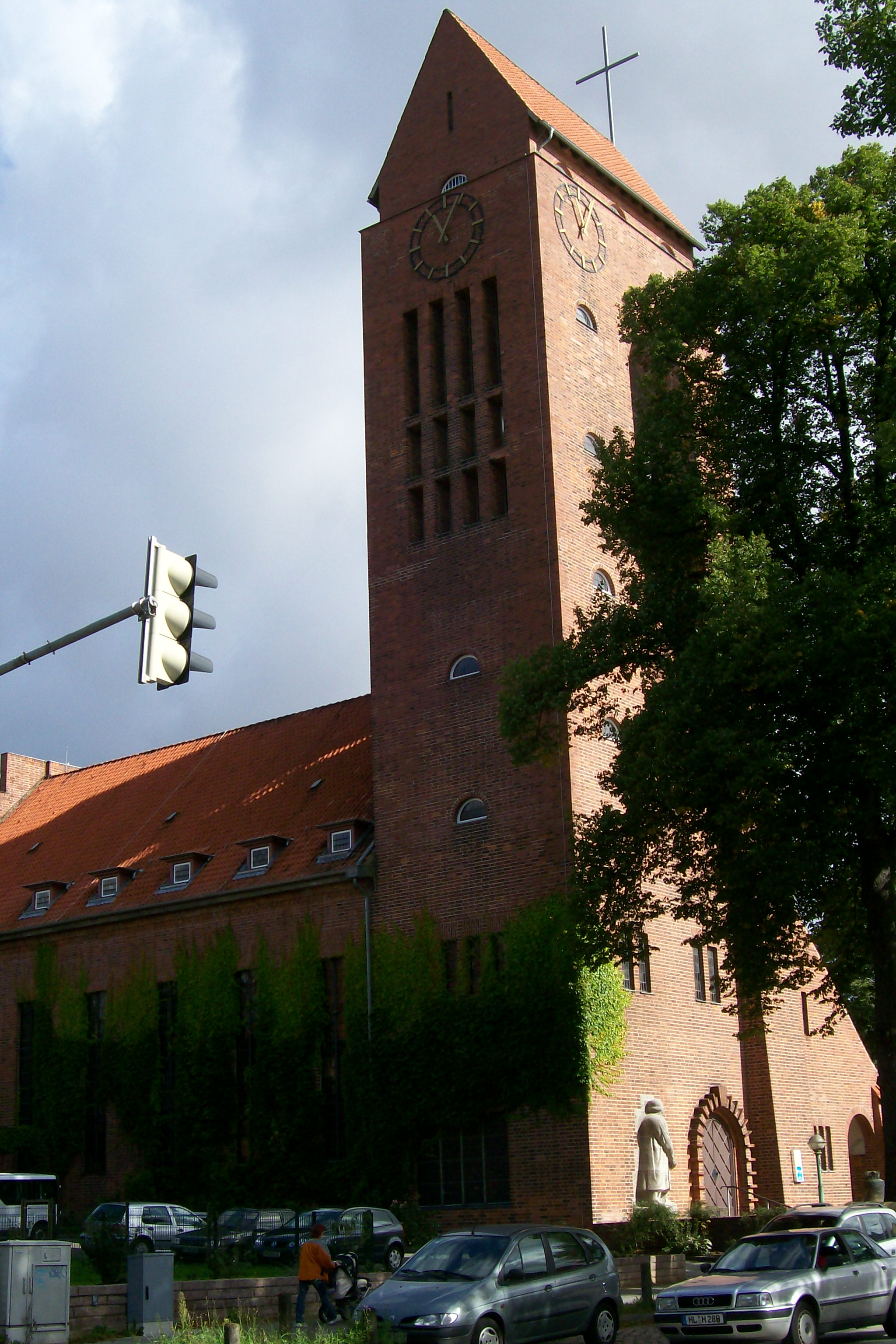
De Lutherkerk in Lübeck is gewijd aan de drie katholieke geestelijken en hun Evangelisch-Lutherse collega Karl Friedrich Stellbrink

De Martelaren van Lübeck waren drie rooms-katholieke priesters – Johannes Prassek, Eduard Müller en Hermann Lange – en de Evangelisch-Lutherse predikant Karl Friedrich Stellbrink. Zij werden alle vier op 10 november 1943 onthoofd. Tussen hun executies zat minder dan drie minuten. Ooggetuigen vermelden dat het bloed van de vier geestelijken samenstroomde over de guillotine en de vloer.
Voor tijdgenoten was dit een symbool van het oecumenische karakter van hun werk. Dit wordt bevestigd door hun laatste brieven uit de gevangenis en uitspraken die zij zelf deden tijdens de lange periode waarin zij gevangen gehouden en gemarteld werden. “We zijn als broeders”, zei Hermann Lange.
De katholieke priesters werkten in de Herz-Jesu Kirche (Heilig-Hartkerk) in het centrum van Lübeck, Stellbrink was predikant van de Lutherkirche. Sinds 1941 waren ze nauw bevriend, wisselden informatie en ideeën uit. Ook deelden ze preken met elkaar, waaronder de preken tegen de nazi's van Clemens August von Galen, de katholieke bisschop van Münster.
In zijn Palmzondagpreek in 1942, interpreteerde Stellbrink het Brits bombardement op Lübeck van de avond ervoor, als een teken van God. Hij werd op 7 april 1942 gearresteerd, vervolgens Prassek op 18 mei 1942, Lange op 15 juni 1942 en Müller op 22 juni 1942. Behalve de geestelijken werden ook 18 katholieke parochieleden gearresteerd. waaronder Stephan Pfürtner, die later moraaltheoloog zou worden.
Een jaar later stonden ze terecht voor het Volksgerichtshof met Wilhelm Crohne als president. Het proces duurde van 22 juni tot en met 23 juni 1943. De vier geestelijken werden ter dood veroordeeld voor “zendermisdrijven”, dat wil zeggen het luisteren naar vijandelijke radio-uitzendingen. Een aantal aangeklaagde parochieleden werden tot lange gevangenisstraffen veroordeeld.
Het proces werd bekend als het “proces tegen de Lübeckse christenen”, een aanwijzing voor het anti-christelijke karakter van de procesgang. De geestelijken werden onmiddellijk overgebracht naar de Holstenglacis-gevangenis in Hamburg. Dat was vanaf 1936 het regionale centrum voor terechtstellingen. Sinds 1938 was er een speciaal gebouw voor executies met een vast opgestelde guillotine. Tussen dat jaar en het einde van de oorlog in 1945 vonden er 500 executies plaats. Een gedenkteken herinnert er aan de terechtstelling van de vier martelaren van Lübeck.
De katholieke bisschop van Osnabrück, Wilhelm Berning, tot wiens bisdom de katholieke priesters behoorden, bezocht de priesters in de gevangenis en schreef een pleidooi waarin hij om clementie vroeg. Zijn verzoek werd echter door de nazi-autoriteiten verworpen. Stellbrink kreeg geen steun van zijn Lutherse kerkelijke autoriteiten en werd voorafgaand aan zijn executie vanwege zijn veroordeling uit zijn ambt ontzet. Pas in 1995 werd hij door de Lutherse kerk gerehabiliteerd.
Op de 60e verjaardag van de executies kondigde de katholieke aartsbisschop van Hamburg, Werner Thissen de start aan van het proces om de martelaren van Lübeck zalig te verklaren. Tezelfdertijd gaf de Evangelisch-Luthers bisschop Bärbel Wartenberg-Potter, van het district Holstein-Lübeck te kennen dat er een oecumenische campagne kwam om een gedenkteken voor alle vier de mannen op te richten. De zaligspreking vond plaats op 25 juni 2011.
De crypte van de Herz-Jesu Kirche en de galerij van de Lutherkirche in Lübeck zijn aan de herinnering van de vier geestelijken gewijd.